# Lytocarpia orientalis
Lytocarpia orientalis is een hydroïdpoliep uit de familie Aglaopheniidae. De poliep komt uit het geslacht Lytocarpia. Lytocarpia orientalis werd in 1908 voor het eerst wetenschappelijk beschreven door Billard. 